# Seventeen (日本の雑誌)
『Seventeen』（セブンティーン、略称：ST）は、集英社が発売している女子中高生向けファッション雑誌、情報誌。
2021年9月で月刊誌としての発刊が終了となり、2022年からは各季ごとに発行されている。

## 概要
1968年6月に、総合少女週刊誌『マーガレット』のお姉さん雑誌『週刊セブンティーン』として創刊、アメリカで1944年に創刊された『Seventeen』の日本版として出発した。掲載内容はファッション・少女漫画・芸能など多岐にわたる。
通巻1000号となる1988年1月3日号より、誌名の表記をアルファベットの『SEVENTEEN』としてリニューアル。判型は大きいサイズ、刊行は月2回の隔週刊（毎月1日・15日）に変更し、漫画部分が無くなった。 漫画雑誌としての部分は『月刊ティアラ』として新創刊され、引き継がれた。その後、ライバル誌だった小学館の『プチセブン』の廃刊後、急速に売り上げを伸ばした。
2001年から徐々に芸能人の記事や表紙掲載が減り、表紙は当雑誌の専属モデルを起用、誌面にも多数の現役女子高生読者モデルを登場させ、女子中高生向けファッション雑誌に特化するようになった。
創刊40周年を機に2008年10月号より月刊化。表記も『Seventeen』に変更した。
上位誌は1971年創刊の『non-no』であるが、2004年から2009年にかけては系統の異なる上位誌として『PINKY』も発売された。
2021年9月1日発売の10月号をもって月刊発行を終了した。以降デジタルをメインとする新体制に変更。

## 月刊セブンティーン
1969年に『別冊セブンティーン』として創刊（1969年12月号）。毎月24日発売。掲載内容は、少女漫画の他にファッションや芸能もあった。1973年6月号より『月刊セブンティーン』へ名称を変更し、新創刊する。『週刊』の「週セ」に対し、「月セ」と呼ばれ、以下のヒット作を生み出したが、1986年12月号を最後に廃刊。従来「月刊セブンティーン特別編集」とされていた『ヤングユー』が隔月刊から月刊になった。

## 掲載されていた漫画

### 週刊セブンティーン時代
- 西谷祥子『花びら日記』1968年1号より掲載。
- 水野英子『ファイヤー!』
- 津雲むつみ『おれは男だ!』『彩りのころ』『風と共に去りぬ』
- 武田京子『さぼてんとマシュマロ』
- 粕谷紀子『森はなに色』1980年48号 - 1982年42号掲載。1983年から1984年にかけて単行本化。
- 宮脇明子『ヤヌスの鏡』1981年 - 1982年掲載。1985年12月、ドラマ化され、フジテレビ系の水8枠で放映。

### 月刊セブンティーン
- 池田理代子『オルフェウスの窓』（週刊マーガレットから移籍）
- 大島弓子『バナナブレッドのプディング』
- 萩尾望都『恐るべき子どもたち』
- しらいしあい『ばあじん♪おんど』

## 沿革
- 1968年 ティーンのための総合週刊誌として、『週刊セブンティーン』創刊。
- 1968年 『別冊セブンティーン』創刊。
- 1973年 『別冊セブンティーン』が『月刊セブンティーン』として新創刊。
- 1986年 『月刊セブンティーン』廃刊。同時に『ヤングユー』が月刊化。
- 1988年 『週刊セブンティーン』がリニューアル。表記をアルファベットの『SEVENTEEN』に変更。週刊から月2回刊へ。内容もファッション雑誌となった。漫画雑誌部分は、『月刊ティアラ』として新創刊。
- 2008年 10月号より月2回刊から月刊へ。表記を『Seventeen』に変更。
- 2021年 10月号を以て書籍版の定期刊行を終え、インターネット中心のメディアに移行[2]。
- 2022年 3月以降は紙の雑誌として年に3〜4冊発行[2][3]。

## 専属モデル
誌面に登場する専属モデルは「STモ」と呼ばれる。STモは一般公募のオーディション「ミスセブンティーン」で選出されたり、大手芸能事務所からの編集部への売り込みなどで定期的に補充される「プロダクション組」がいる。
特にプロダクション組は2010年以降ローティーン向け雑誌『nicola』（新潮社）からのトップモデルもしくはナンバー2モデルの移籍が続いており、2010年の西内まりや、2011年の立石晴香、2013年の古畑星夏を皮切りに、以降2017年までは毎年9月号で1〜2名の移籍が発生している。西内まりやはトップモデルとし活躍し表紙25回在籍64か月であったが、ローティーン雑誌主催のモデルオーディション出身者は冷遇される傾向があり、立石晴香（在籍29か月）や藤麻理亜（在籍20か月）は表紙を経験せずに比較的短期間で『Seventeen』を卒業しており、4年間在籍した古畑星夏も当時同年代でも唯一の表紙未経験であった。2017年8月現在プロダクション組の10名中7名がローティーン雑誌からの移籍組が占めている。
人気モデルは頻繁にカバーガール（表紙）を務めたり、連載ページを担当するほか、ソロでフォトエッセイが発売されることもある。本誌に限らないが、『週刊プレイボーイ』、『MEN'S NON-NO』など集英社の男性向け雑誌に出演して、女性に限らず男性からも支持を集めるという手法も採られている。卒業後は、他のファッション誌に移籍し引き続きモデルとして活躍する者がほとんどだが、女優や歌手に転向し人気を得る者もいる。
本誌は10代の女子向け雑誌で、専属モデルは20歳前後で卒業するが近年は人気が高いモデルは成人後も留まる 場合がある。2021年10月号から専属モデルがすべて21世紀生まれとなる。

### 現行の専属モデル
| 名前       | よみ            | 生年月日（年齢）     | 初登場号     | 表紙 回数 | 所属事務所                 | 出自             | 備考 |
| ---------- | --------------- | -------------------- | ------------ | --------- | -------------------------- | ---------------- | --- |
| 田鍋梨々花 | たなべ りりか   | 2003年12月24日(21歳) | 2016年10月号 | 5         | インセント                 | ミスST2016       | |
| 瀬戸琴楓   | せと ことか     | 2005年12月22日(19歳) | 2019年10月号 | 1         | セントラルジャパン         | ミスST2019       | 元『ニコ☆プチ』専属 |
| 藤村木音   | ふじむら きのん | 2005年04月08日(20歳) | 2020年11月号 | 0         | スターダストプロモーション | ミスST2020       | 元『ニコ☆プチ』専属 |
| 入江美沙希 | いりえ みさき   | 2006年07月19日(19歳) | 2020年11月号 | 1         | スターダストプロモーション | ミスST2020       | 元『ニコ☆プチ』専属 元BREAK TIME GIRLSのメンバー                                                                            |
| 相羽星良   | あいば せいら   | 2006年08月19日(19歳) | 2021年03月号 | 0         | スターダストプロモーション | プロダクション組 | |
| 上坂樹里   | こうさか じゅり | 2005年07月14日(20歳) | 2021年8月 -  | 0         | エイベックス・マネジメント | ミスST2021       | |
| 森﨑美月   | もりさき みづき | 2007年04月09日(18歳) | 2021年8月 -  | 0         | スターダストプロモーション | ミスST2021       | 元『ニコ☆プチ』専属 |
| 葛西杏也菜 | かさい あやな   | 2007年04月28日(18歳) | 2021年8月 -  | 1         | スターダストプロモーション | ミスST2021       | 元『ニコ☆プチ』専属 |
| 石川花     | いしかわ はんな | 2007年08月03日(18歳) | 2022年春号   | 0         | ライジングプロダクション   | プロダクション組 | |
| 河村ここあ | かわむら ここあ | 2007年06月16日(18歳) | 2022年8月 -  | 1         | テンカラット               | ミスST2022       | 元『Cuugal』専属 |
| 佐藤不二子 | さとう ふじこ   | 2007年08月01日(18歳) | 2022年8月 -  | 0         | スターダストプロモーション | ミスST2022       | |
| 月島琉衣   | つきしま るい   | 2008年03月01日(17歳) | 2022年8月 -  | 1         | スターダストプロモーション | ミスST2022       | |
| 滝口芽里衣 | たきぐち めりい | 2008年11月04日(16歳) | 2022年8月 -  | 0         | スターダストプロモーション | ミスST2022       | 元りぼんガール、元『ニコ☆プチ』専属                                                                                         |
| 関谷瑠紀   | せきや るき     | 2006年08月08日(19歳) | 2023年8月 -  | 1         | プラチナムプロダクション   | ミスST2023       | 元『ニコラ』専属 |
| 高比良由菜 | たかひら ゆな   | 2006年10月10日(18歳) | 2023年8月 -  | 1         | スターダストプロモーション | ミスST2023       | 元『ニコラ』専属 |
| 松本麗世   | まつもと れいよ | 2008年02月29日(17歳) | 2023年8月 -  | 1         | ライジングプロダクション   | ミスST2023       | 元『ニコ☆プチ』専属 |
| 宮迫翠月   | みやさこ みつき | 2008年04月24日(17歳) | 2023年8月 -  | 0         | ホリプロ                   | ミスST2023       | |
| 竹下優名   | たけした ゆうな | 2010年01月14日(15歳) | 2023年8月 -  | 0         | スターダストプロモーション | ミスST2023       | 元『ニコ☆プチ』専属 |
| 中島瑠菜   | なかしま るな   | 2006年10月10日(18歳) | 2024年10月 - | 0         | 松竹エンタテインメント     | ミスST2024       | |
| 小國舞羽   | おぐに まう     | 2008年01月24日(17歳) | 2024年10月 - | 1         | LUV                        | ミスST2024       | 「今日、好きになりました。」夏休み編2023&卒業編2024inセブ島出演 「今日、全力でやってみた。」青春祭バンド：♡arrow ギター担当 |
| 髙橋快空   | たかはし かいら | 2008年02月19日(17歳) | 2024年10月 - | 0         | エイジアプロモーション     | ミスST2024       | 元『ニコラ』専属 |
| 稲光亜依   | いなみつ あい   | 2008年12月09日(16歳) | 2024年10月 - | 0         | ラフェイスプロ             | ミスST2024       | 『制コレ24』グランプリ |
| 希咲うみ   | きさき うみ     | 2010年06月25日(15歳) | 2024年10月 - | 0         | スターダストプロモーション | ミスST2024       | |

## ミスセブンティーン
1986年から1999年までの休止期をはさんで2期に分かれる。

### 旧オーディション
1970年から1986年まで、「ミスセブンティーン」と題したオーディション大会を開催していた。
1971年大会は坂口良子がグランプリ、1978年大会では松田聖子が地区大会でスカウトされた。中でも1984年大会は非常に水準の高い大会となり（応募総数歴代最大18万325人）、松本典子や網浜直子らがグランプリを受賞し、入賞者の全てが歌手ないしは女優としてデビューしている。国生さゆり、渡辺美里、工藤静香、渡辺満里奈、清原亜希などが出場していた。
1986年の大会では、おニャン子クラブを生み出したバラエティ番組『夕やけニャンニャン』との合同オーディションを開催した。募集要項に記されていたグランプリ獲得者への優勝特典“ソロデビュー”と、“おニャン子クラブ内の新ユニットへの参加”は実現されなかった。

#### コンテスト受賞者
- 宮野凉子（初代グランプリ）
- 坂口良子（1971グランプリ）
- 朝加真由美（1971地区予選落ち後スカウト）
- 大滝裕子（1978グランプリ）
- 久保田早紀（1978全国大会スカウト）
- 松田聖子（1978九州地区予選優勝後本選出場辞退後スカウト）
- 佐東由梨（1982グランプリ）
- 横田早苗（1982準グランプリ）
- 菊地陽子（1982TBS賞）
- 百瀬まなみ（1982特別賞）
- 網浜直子（1984グランプリ）
- 松本典子（1984グランプリ）
- 藤原理恵（1984準グランプリ）
- 麻倉あきら（1984準グランプリ、受賞時は斉藤さおり）
- 居原田多加子（1984準グランプリ）
- 渡辺美里（1984歌唱賞）
- 村田恵里（1984歌唱賞）
- 工藤静香（1984特別賞）
- 渡辺亜矢子（1984特別賞）
- 柴田くに子（1984ラジマガ賞）
- 清原亜希（1984全国大会スカウト、受賞時は木村亜希）
- 森村聡美（1984全国大会スカウト）
- 矢沢美紀（1984全国大会スカウト）
- 国生さゆり（1984全国大会スカウト）
- 渡辺満里奈（1984地区予選落ち後スカウト）
- ポピンズ（1984地区予選落ち後スカウト）
- 貝瀬典子（1986グランプリ）
- 斉藤満喜子（1986準グランプリ）
- 守屋寿恵（1986準グランプリ）
- 高田尚子（1986特別賞）
- 杉浦未幸（1986特別賞、受賞時は杉浦美雪）
- 吉見美津子（1986特別賞）
- 桜川佳世（1986夕やけニャンニャン賞。おニャン子クラブに参加せず、1987年にアイドル夢工場に参加）

### 現在のオーディション
1986年以降一時休止していたが、1999年からオーディションが再開され、現在は専属モデルの選出に特化している。下記のテンプレート参照。
4月号にモデルの応募方法が記載され、8月号で最終選考で残った候補者による読者投票で決定する。
毎年夏に専属モデルが総出演するファッションショー「夏の学園祭」を開催して受賞者を披露 する。
10月号の紙面で全国の読者に披露する。
1999年以降の出身者
田鍋梨々花（ミスセブンティーン2016）
瀬戸琴楓（ミスセブンティーン2019）
藤村木音（ミスセブンティーン2020）
入江美沙希（ミスセブンティーン2020）
秋本レイラニ（ミスセブンティーン2020）
平美乃理（ミスセブンティーン2021）
上坂樹里（ミスセブンティーン2021）
市ノ瀬アオ（ミスセブンティーン2021）
森﨑美月（ミスセブンティーン2021）
葛西杏也菜（ミスセブンティーン2021）
広瀬まのか（ミスセブンティーン2022）
河村ここあ（ミスセブンティーン2022）
佐藤不二子（ミスセブンティーン2022）
月島琉衣（ミスセブンティーン2022）
滝口芽里衣（ミスセブンティーン2022）
関谷瑠紀（ミスセブンティーン2023）
高比良由菜（ミスセブンティーン2023）
松本麗世（ミスセブンティーン2023）
宮迫翠月（ミスセブンティーン2023）
竹下優名（ミスセブンティーン2023）
中島瑠菜（ミスセブンティーン2024）
小国舞羽（ミスセブンティーン2024）
高橋快空（ミスセブンティーン2024）
稲光亜依（ミスセブンティーン2024）
希咲うみ（ミスセブンティーン2024）
卒業モデル
アユミカトリーナ（当時は池田あゆみ。ミスセブンティーン2002）
尾形沙耶香（ミスセブンティーン2001
トーマス玲奈（当時はトーマスサリー。ミスセブンティーン1999）
鈴木えみ（ミスセブンティーン1999）
月本えり（ミスセブンティーン2000）
徳澤直子（ミスセブンティーン2001）
中根成美（ミスセブンティーン2003）
仲程仁美（ミスセブンティーン2002
日高薫（ミスセブンティーン2000）
房みどり（ミスセブンティーン2001）
内田安咲美（ミスセブンティーン2002）
木村カエラ（ミスセブンティーン2001
幣原あやの（ミスセブンティーン2001）
安座間美優（ミスセブンティーン2002）
知華（当時は小川知華。ミスセブンティーン2003）
北川景子（ミスセブンティーン2003）
水原希子（ミスセブンティーン2003）
浅木一華（ミスセブンティーン2004）
一戸愛子（ミスセブンティーン2003）
小林美穂（ミスセブンティーン2006）
佐野光来（ミスセブンティーン2005）
星川玲奈（ミスセブンティーン2005）
溝口真央（ミスセブンティーン2006）
七菜香（当時は荒木七菜香。ミスセブンティーン2004）
大石参月（ミスセブンティーン2004）
南條有香（ミスセブンティーン2005）
山本佑美（ミスセブンティーン2006）
赤谷奈緒子（ミスセブンティーン2004）
佐藤ありさ（ミスセブンティーン2005）
滝沢カレン（ミスセブンティーン2008）
高田有紗（ミスセブンティーン2009）
有末麻祐子（ミスセブンティーン2007）
田中あさみ（ミスセブンティーン2007）
工藤えみ（ミスセブンティーン2009）
橋本愛（ミスセブンティーン2009）
北山詩織（ミスセブンティーン2010）
森川葵（ミスセブンティーン2010）
西野実見（ミスセブンティーン2010）
坂東希（ミスセブンティーン2011）
岡崎紗絵（ミスセブンティーン2012）
新川優愛（ミスセブンティーン2011）
広瀬アリス （ミスセブンティーン2009）
阿部菜渚美（ミスセブンティーン2010）
高堰うらら（ミスセブンティーン2012）
橋爪愛（ミスセブンティーン2011）
藤井サチ（ミスセブンティーン2012）
中条あやみ（ミスセブンティーン2011）
三吉彩花（ミスセブンティーン2010）
樫本琳花（ミスセブンティーン2014）
川津明日香（ミスセブンティーン2014）
広瀬すず（ミスセブンティーン2012）
田辺桃子（ミスセブンティーン2013）
南乃彩希（ミスセブンティーン2016）
杉本愛里 (ミスセブンティーン2016）
松岡花佳 (ミスセブンティーン2015）
木内舞留（ミスセブンティーン2016）
高橋アリス（ミスセブンティーン2018）
横田真悠（ミスセブンティーン2014）
箭内夢菜 (ミスセブンティーン2017）
八木莉可子 (ミスセブンティーン2016）
坂井仁香 (ミスセブンティーン2015）
山本彩加 (ミスセブンティーン2018）
マーシュ彩(ミスセブンティーン2015）
大友花恋(ミスセブンティーン2013）
田中杏奈（ミスセブンティーン2019）
宮野陽名（ミスセブンティーン2017）
ブリッジマン遊七（ミスセブンティーン2019）
出口夏希（ミスセブンティーン2018）
桜田ひより（ミスセブンティーン2018）
雑賀サクラ（ミスセブンティーン2019）
大友樹乃（ミスセブンティーン2018）
永瀬莉子（ミスセブンティーン2018）

## 連動番組
BS-TBSでは、2008年から「夏の学園祭」の模様を放送するようになり、2009年4月からは本誌とのメディアミックスとして『恋とオシャレと男のコ』というテレビドラマが放送され、セブンティーンの専属モデルが主演を務めた。7月からは、メディアミックスの第2弾となる情報・バラエティ番組『激モテ!セブンティーン学園』が開始、やはり同誌の専属モデルがレギュラー出演していた。

## 表紙
| 号           | 表紙モデル                                                                                    | 備考                         |
| ------------ | --------------------------------------------------------------------------------------------- | ---------------------------- |
| 2025年夏号   | 秋田汐梨 / 茅島みずき                                                                         |                              |
| 2025年春号   | 入江美沙希 / 関谷瑠紀 / 高比良由菜 / 葛西杏也菜 / 河村ここあ / 月島琉衣 / 松本麗世 / 小國舞羽 |                              |
| 2024年秋冬号 | 小坂菜緒                                                                                      |                              |
| 2024年夏号   | 永瀬莉子 / 秋田汐梨 / 田鍋梨々花                                                              |                              |
| 2024年春号   | 久保史緒里                                                                                    |                              |
| 2023年秋冬号 | 永瀬莉子 / 秋田汐梨 / 田鍋梨々花 / 茅島みずき                                                 |                              |
| 2023年夏号   | 久保史緒里 / 広瀬すず                                                                         |                              |
| 2023年春号   | 桜田ひより                                                                                    |                              |
| 2022年冬号   | 久保史緒里 / 小坂菜緒                                                                         |                              |
| 2022年夏号   | 出口夏希 / 永瀬莉子 / 桜田ひより / 秋田汐梨 / 雑賀サクラ                                      |                              |
| 2022年春号   | 久間田琳加                                                                                    |                              |
| 2021年10月号 | 久保史緒里                                                                                    | 10月号をもって月刊発行を終了 |
| 2021年9月号  | 大友花恋                                                                                      |                              |
| 2021年8月号  | 三阪咲 / 田鍋梨々花 / 雑賀サクラ / 大友樹乃                                                   |                              |
| 2021年7月号  | 小坂菜緒                                                                                      |                              |
| 2021年6月号  | 清原果耶                                                                                      |                              |
| 2021年5月号  | 桜田ひより                                                                                    |                              |
| 2021年4月号  | 桜田ひより / 秋田汐梨 / 雑賀サクラ                                                            |                              |
| 2021年3月号  | 久保史緒里 / 小坂菜緒                                                                         |                              |
| 2021年2月号  | 大友花恋 / 久間田琳加 / マーシュ彩 / 小坂菜緒 / 桜田ひより                                    |                              |
| 2021年1月号  | 久間田琳加                                                                                    |                              |

## Seventeenモデビュ
集英社と株式会社スナウトが共同で2011年からMobageで配信しているソーシャルゲーム。「STモデル」が全員ゲーム内に登場するだけでなく、『Seventeen』監修のアバターやアイテムも用意され、人気ブランドとのコラボアイテムも登場している。プレイヤーは、『Seventeen』の専属モデル「STモ」になるための様々なミッションをこなしたり、モデルの仕事をこなしたりして、自分磨きを行っていくモデルを職業として体験するゲーム。フィーチャーフォン用に公開。

## その他
- SH-05B - Seventeenとコラボ（docomo）
- 中村昇 (写真家) - 1972年の入社から2008年の定年まで集英社に勤務したが、最初の配属先がセブンティーン編集部。